# Liste noire européenne des paradis fiscaux
La liste noire européenne des paradis fiscaux (officiellement liste de l'UE des pays et territoires non coopératifs à des fins fiscales) est publiée par l'Union européenne depuis 2017. Elle est réalisée à la suite d'évaluations conduites sur des entités choisies par l'Union, ce qui conduit à des critiques sur son manque d'équité et de transparence. Elle est mise à jour en fonction des actions réalisées par les pays et territoires concernés. La mise en place de cette liste est généralement qualifiée de nécessaire, mais insuffisante, par plusieurs ONG et groupes parlementaires européens.

## Contexte

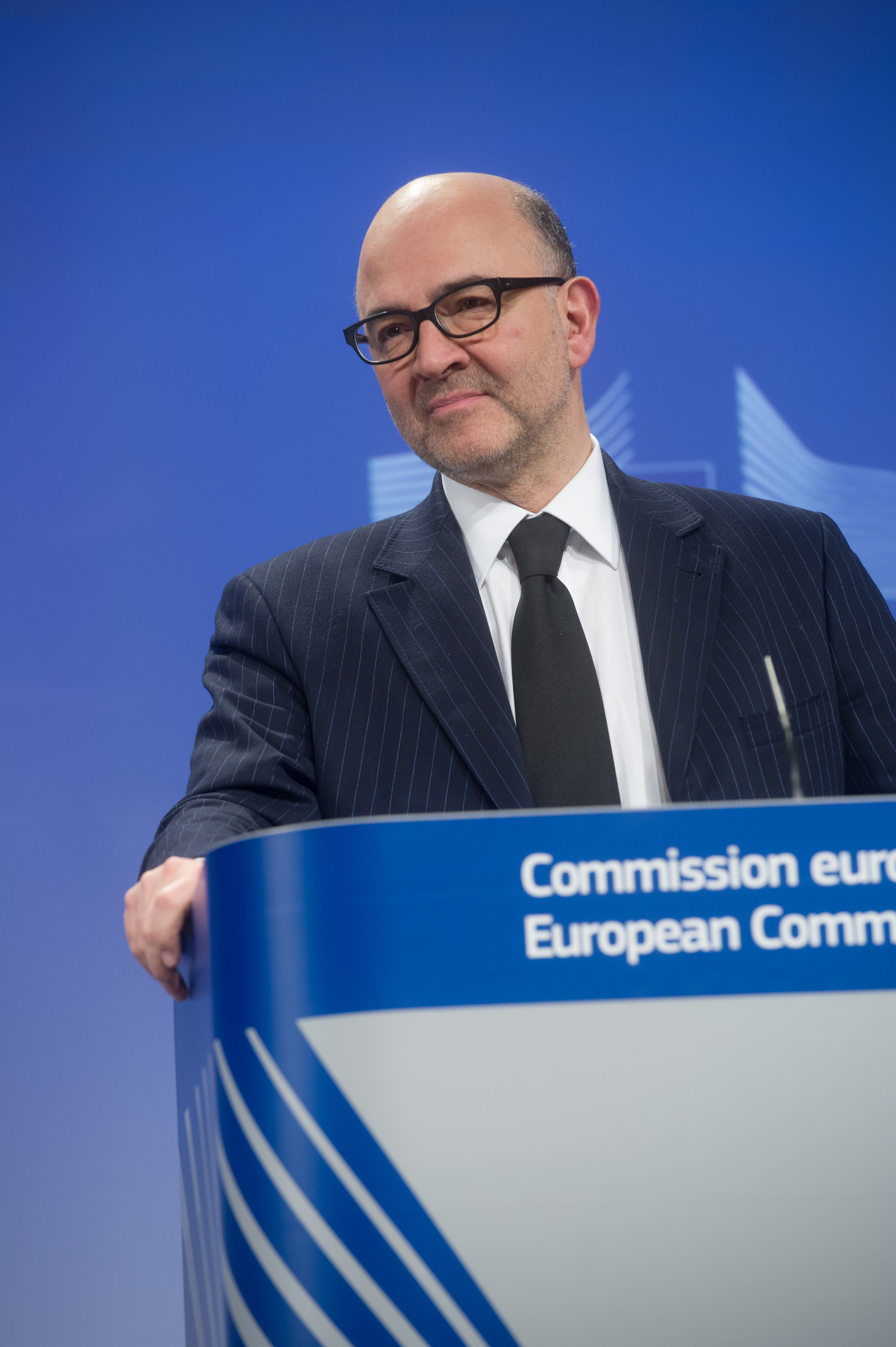
Pierre Moscovici.

Face à la multiplication de scandales (Luxleaks, Panama papers notamment), la Commission européenne lance en 2015 une démarche visant à montrer sa détermination à agir contre l'évasion et la fraude fiscale. Longtemps freinée par le gouvernement britannique, une première publication constituée d'une compilation de signalements de pays et territoires, effectués par les États membres, est faite le 17 juin. Surnommée « liste Moscovici », du nom du commissaire européen aux Affaires économiques et financières, à la Fiscalité et à l'Union douanière à l'initiative de la démarche, elle suscite des critiques, notamment en l'absence de critères permettant d'objectiver sa constitution.
La décision de créer une liste des pays et territoires non coopératifs à des fins fiscales, à partir de critères, est prise par le Conseil de l'Union européenne le 25 mai 2016.
Ces critères portent sur le respect des standards d'échanges automatique de données défini par l'OCDE, la politique concernant l'implantation de sociétés offshore et l'évasion fiscale des groupes multinationaux des pays de l'OCDE.
La décision d'évaluation d'un pays ou territoire relève des États membres. En cas de constat de lacunes en matière de coopération, les pays ou territoires se voient demander une lettre d'engagement. L'inscription sur la liste se fait initialement sur la base des réponses apportées à ces demandes, puis sur le respect des engagements pris.
La mise à jour est faite deux fois par an depuis 2020.

## Évolutions

### Publication du 5 décembre 2017
La première publication, qui comprend 17 entités, est faite à partir d'une évaluation de 84 pays et territoires (92 étaient prévus mais 8 évaluations ont été suspendues pour tenir compte des ouragans qui se sont produits dans les Caraïbes en 2017). 
La liste comporte : Bahreïn, la Barbade, la Corée du Sud, les Émirats arabes unis, la Grenade, Guam, Macao, les Îles Marshall, la Mongolie, la Namibie, les Palaos, le Panama, Sainte-Lucie, le Samoa, les Samoa américaines, Trinité-et-Tobago, la Tunisie.
La liste comportait 29 noms le 1er décembre au soir et plusieurs pays ont fait parvenir des engagements dans les jours précédant la publication (dont le Cap-Vert et le Maroc) ce qui leur a permis de ne pas y figurer. Certains pays amis ou dont le Conseil européen a estimé qu'ils ne méritaient pas un tel traitement, n'ont finalement pas été mentionnés, comme le Qatar. La Tunisie, le Panama, et les Émirats arabes unis ont fait parvenir des engagements trop tard pour être examinés.

#### Réactions

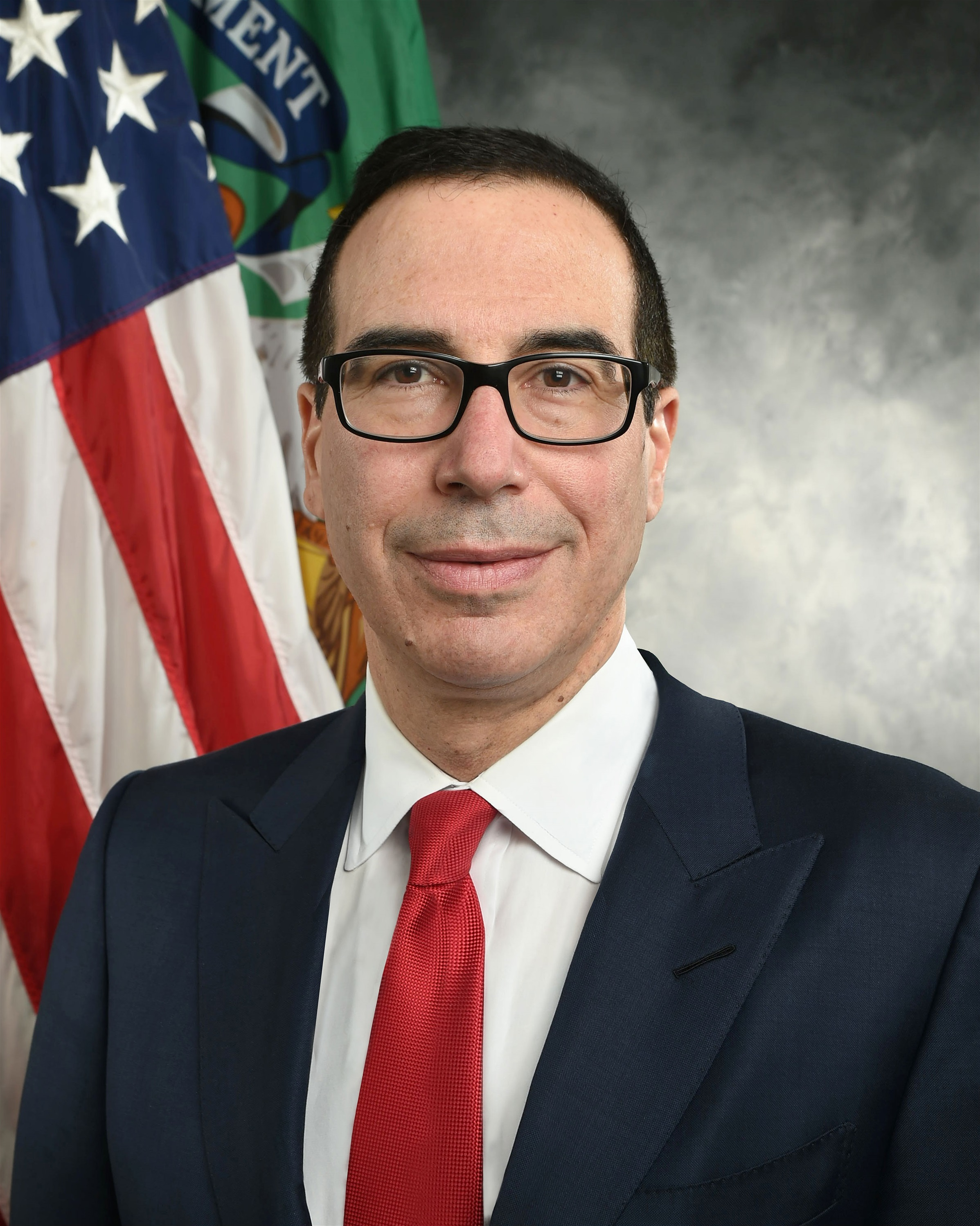
Steven Mnuchin

Steven Mnuchin, secrétaire au Trésor des États-Unis conteste les conclusions de l'UE en arguant qu'elles ne sont fondées sur aucun élément indiquant que Guam ou les Samoa américaines chercheraient à favoriser l'évasion fiscale, et rappelle que ces territoires sont tenus de respecter les normes internationales comme le font les États-Unis.

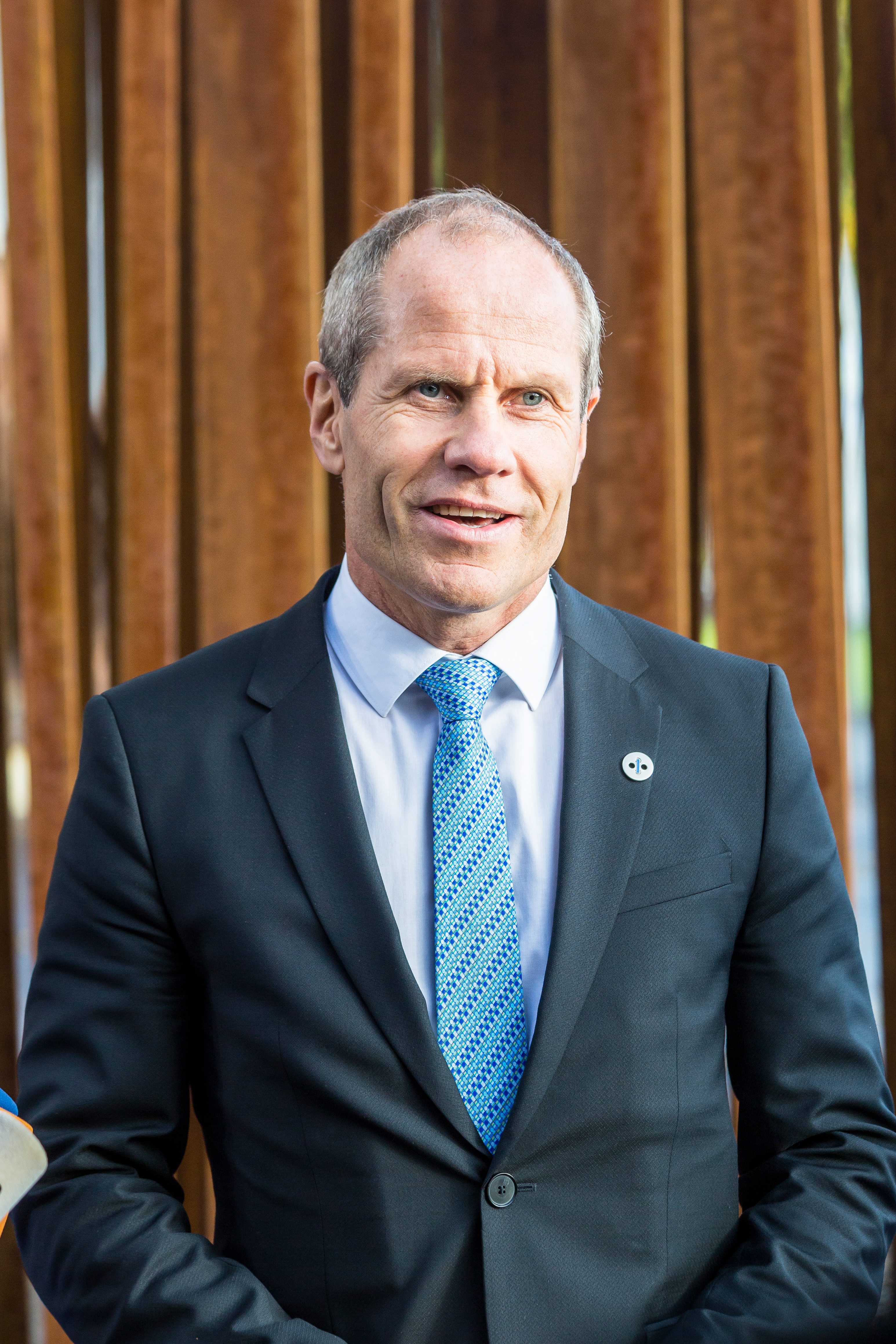
Toomas Tõniste à une réunion de l'ECOFIN en 2017

Toomas Tõniste, ministre des Finances de l'Estonie alors que ce pays assure la présidence du Conseil de l'Union européenne, indique que la démarche vise à faire en sorte que la bonne gouvernance fiscale devienne la nouvelle norme. 
Le fait que certains pays comme la Russie, ou les membres de l'UE qui sont connus pour leur fiscalité accommodante (Irlande, Luxembourg, Malte, Pays-Bas), n'aient pas fait l'objet d'une évaluation, alimente les critiques. L'absence des États-Unis, qui ne pratiquent pas la transmission automatique des données, pose aussi question.

### Publication du 23 janvier 2018
Considérant que les engagements pris par huit pays et territoires (la Barbade, la Grenade, la Corée du Sud, Macao, la Mongolie, le Panama, la Tunisie, les Émirats arabes unis) sont recevables, l'UE ramène la liste à 9 entités.

#### Réactions
L'absence de publication des engagements pris par les pays qui sont sortis de la liste conduit à des réactions de syndicats, d'ONG, de députés européens évoquant un manque de transparence,. L'UE publie alors avec la permission des émetteurs, à partir du 9 mars 2018, les lettres d'engagement reçues. Oxfam estime qu'en fait 35 pays et territoires hors UE devraient figurer sur la liste, et que 4 pays de l'Union devrait y figurer. Le retrait du Panama a particulièrement fait réagir des ONG.

### Publication du 13 mars 2018
Le Conseil ajoute trois pays dont le délai d'évaluation a été prolongé à cause des ouragans de 2017 (les Bahamas, Saint-Christophe-et-Niévès et les Îles Vierges américaines) et en retire trois (Bahreïn, les Îles Marshall et Sainte-Lucie) à la suite des engagements pris. 

### Publications des 25 mai, 2 octobre et 6 novembre 2018
Les Bahamas, Saint-Christophe-et-Niévès, les Palaos, la Namibie sont retirés de la liste qui est donc ramenée à la fin 2018 à 5 entités.

#### Réactions
La France décide d'intégrer systématiquement les entités citées dans la liste de l'UE dans sa propre liste.

### Publication du 12 mars 2019
Dix pays et territoires qui ne respectent pas leurs engagements sont ajoutés: Aruba, la Barbade, le Belize, les Bermudes, la Dominique, les Émirats arabes unis, les Fidji, les Îles Marshall, Oman et le Vanuatu. Des délais sont accordés à onze pays qui ne les respectent pas pour des raisons institutionnelles.
La présidence roumaine souhaitait un report de publication en mai. L'Italie voulait que les Émirats arabes unis ne fasse pas partie de la liste et le Royaume-Uni était réticent à voir un de ses territoires en faire partie.
L'Union européenne envisage de geler les fonds européens qui pourraient être attribués.

#### Réactions

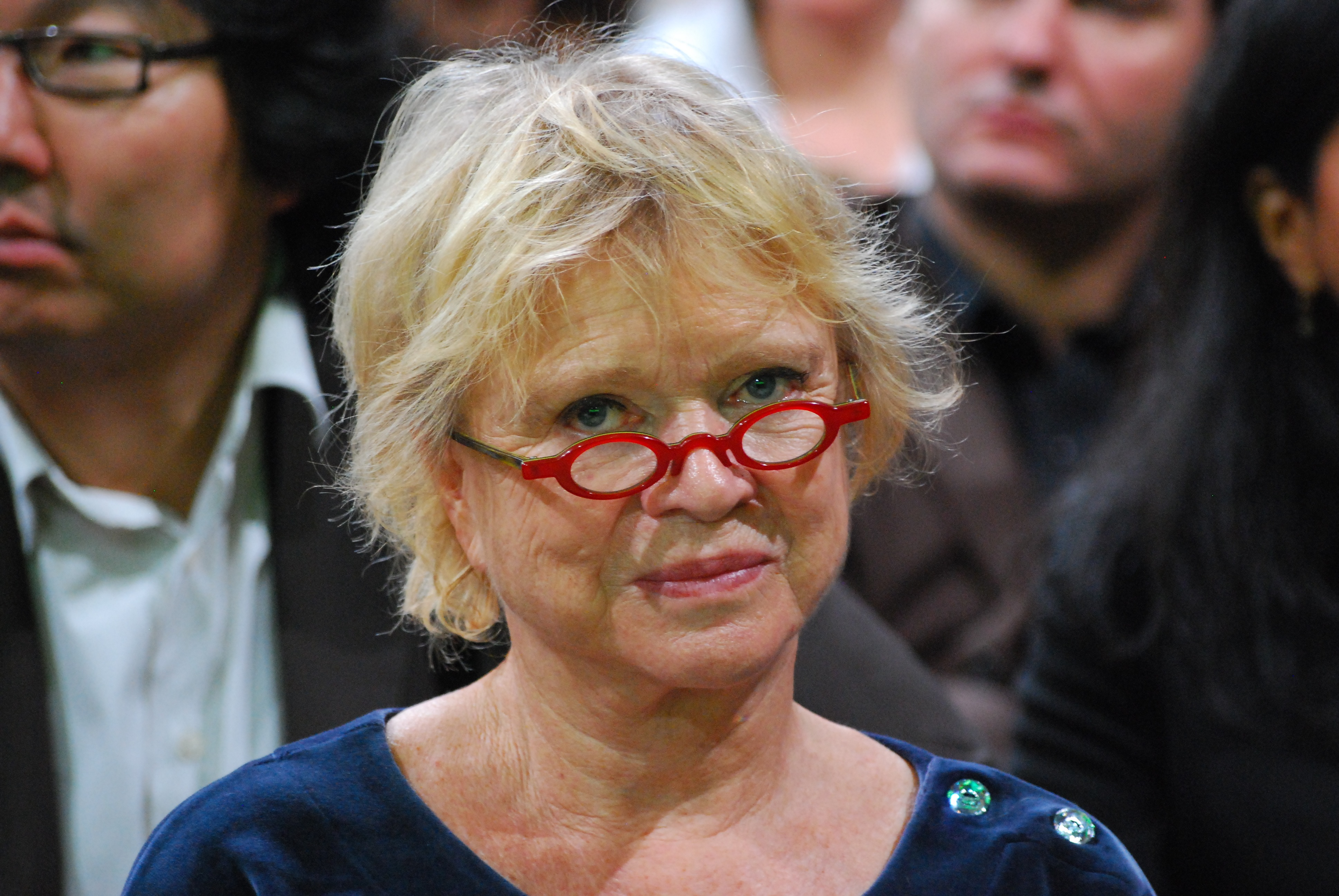
Eva Joly

Oxfam cite notamment le cas de la Barbade qui ne taxe qu'à hauteur de 1% les bénéfices des grandes entreprises.

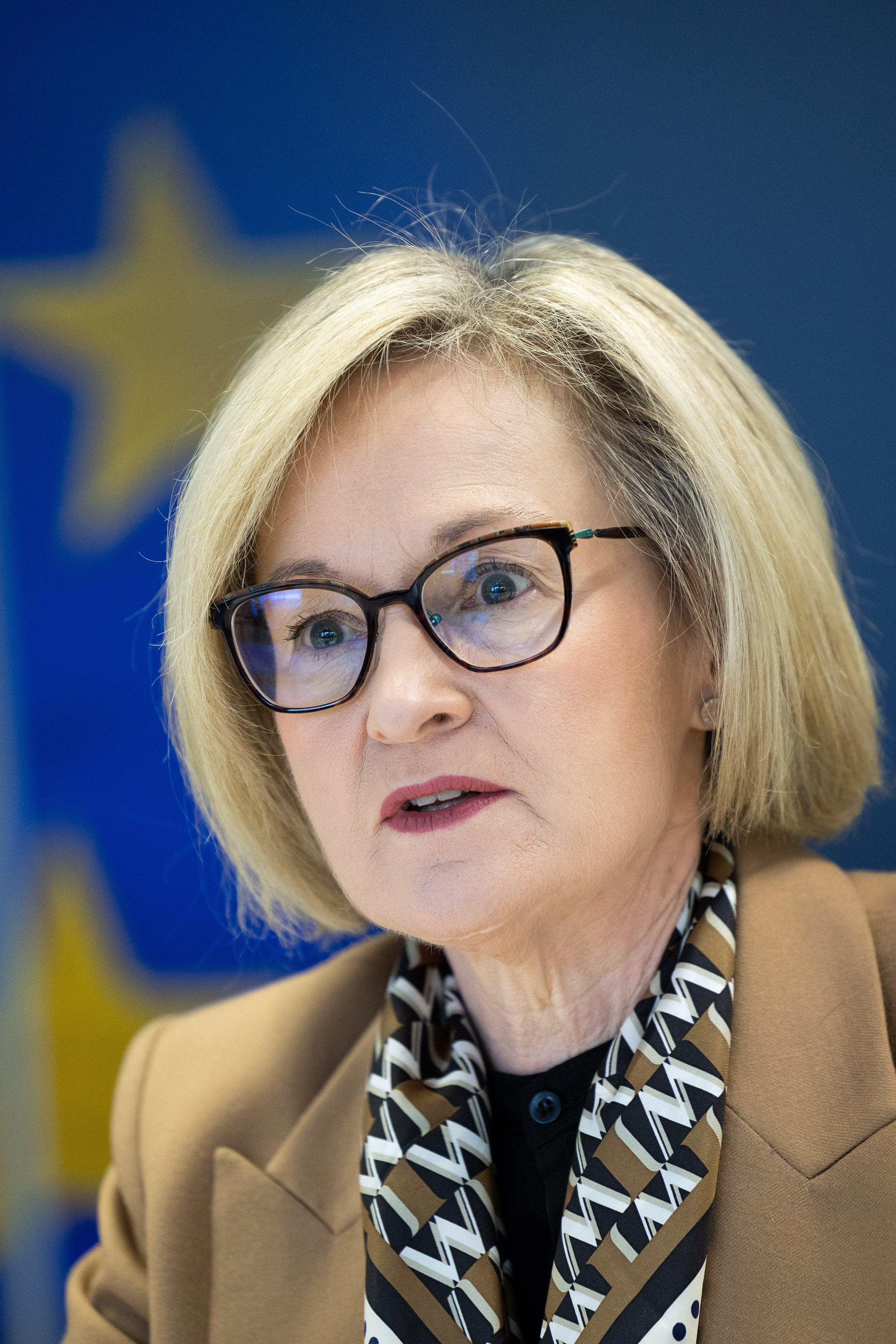
Mairead McGuinness

Le ministre de l'Économie des Fidji, Aiyaz Sayed-Khaiyum déclare que les petits pays comme le sien sont harcelés par l'UE. Il affirme que la politique fiscale du pays est de favoriser l'investissement, la croissance et l'emploi. Il dénonce aussi le fait que des pays comme Singapour qui ont, selon lui, la même politique, ne sont pas blacklistés.
Le gouvernement des Vanuatu fait part du fait que la mise en place d'un impôt sur le revenu et sur les sociétés serait un moyen d'avancer dans les négociations avec l'UE. 
Eva Joly du groupe des Verts/Alliance Libre Européenne au Parlement européen déclare que la liste commence à avoir un impact avec plus de 50 pays et territoires commençant à modifier leur législation, tout en demandant un renforcement des critères, plus de transparence et moins de freins diplomatiques.
En 2021, la question de la révision de la position concernant Vanuatu est posée par Clare Daly, au Parlement européen. Mairead McGuinness, commissaire européenne aux Services financiers, à la stabilité financière et à l'Union des marchés des capitaux, lui répond que le pays n'a pas été en mesure de répondre de manière appropriée aux sollicitations de l'UE, mais que l'Union continue à proposer son appui technique pour corriger les déficiences qui ont été constatées.

### Publications des 17 mai, 14 juin, 10 octobre, 8 novembre 2019
Aruba, la Barbade, les Bermudes, la Dominique, les Îles Marshall, les Émirats arabes unis et le Belize sont retirés, l'UE considérant leurs nouveaux engagements et les mesures prises comme répondant à ses préoccupations.

### Publication du 18 février 2020

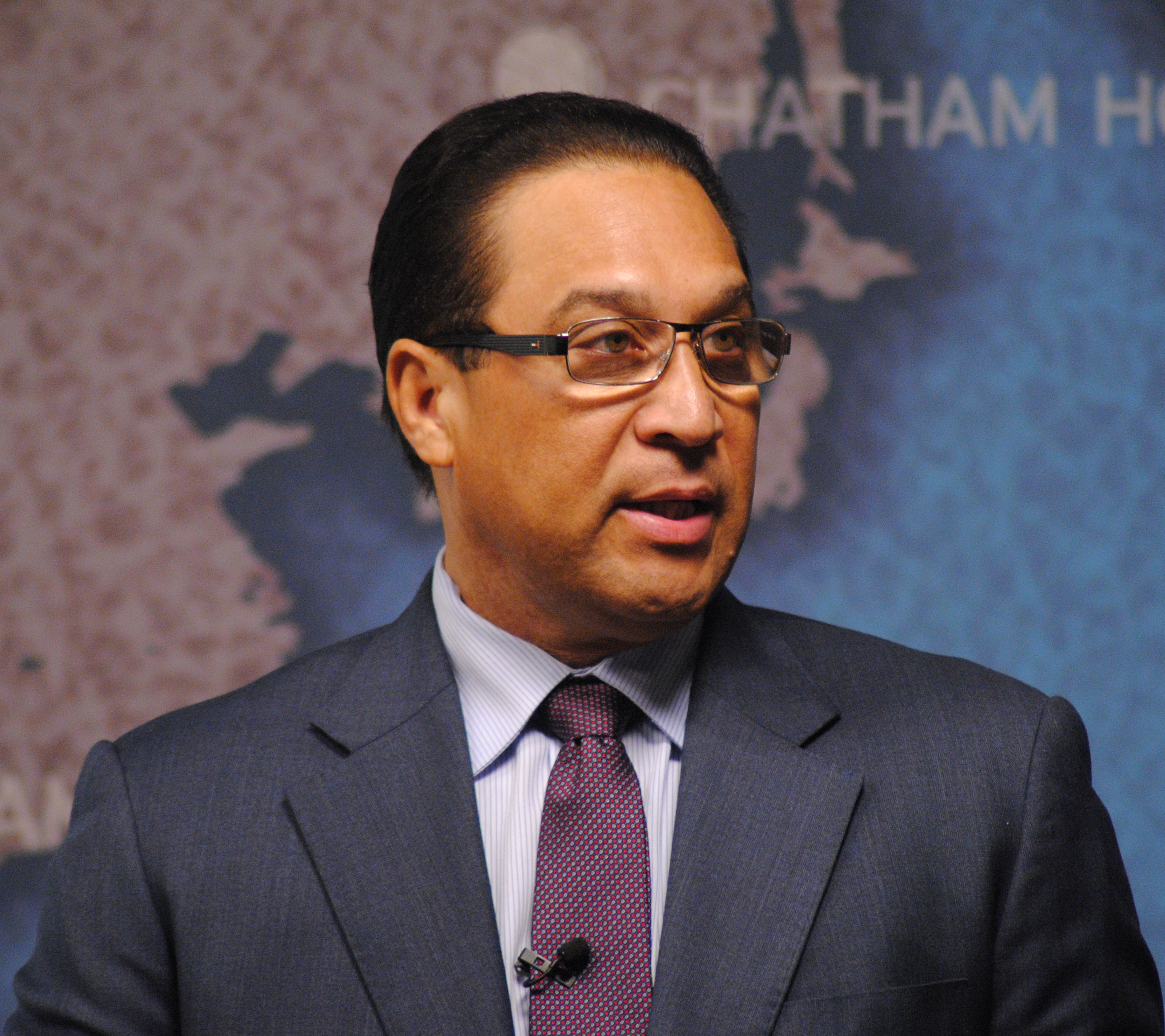
Alden McLaughlin, Premier ministre des Îles Caïmans

Les Îles Caïmans, les Seychelles sont ajoutés et le Panama ainsi que les Palaos reviennent dans la liste.

#### Réactions

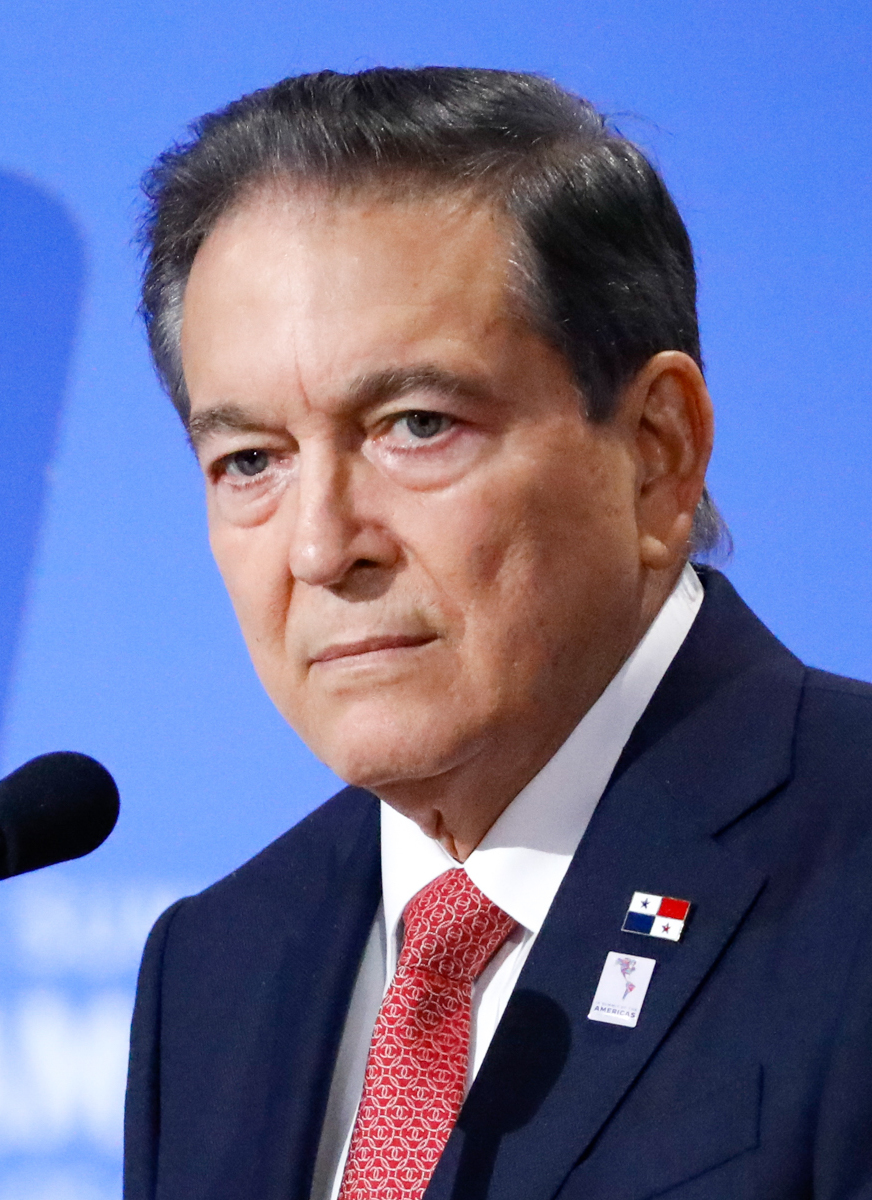
Laurentino Cortizo, Président du Panama

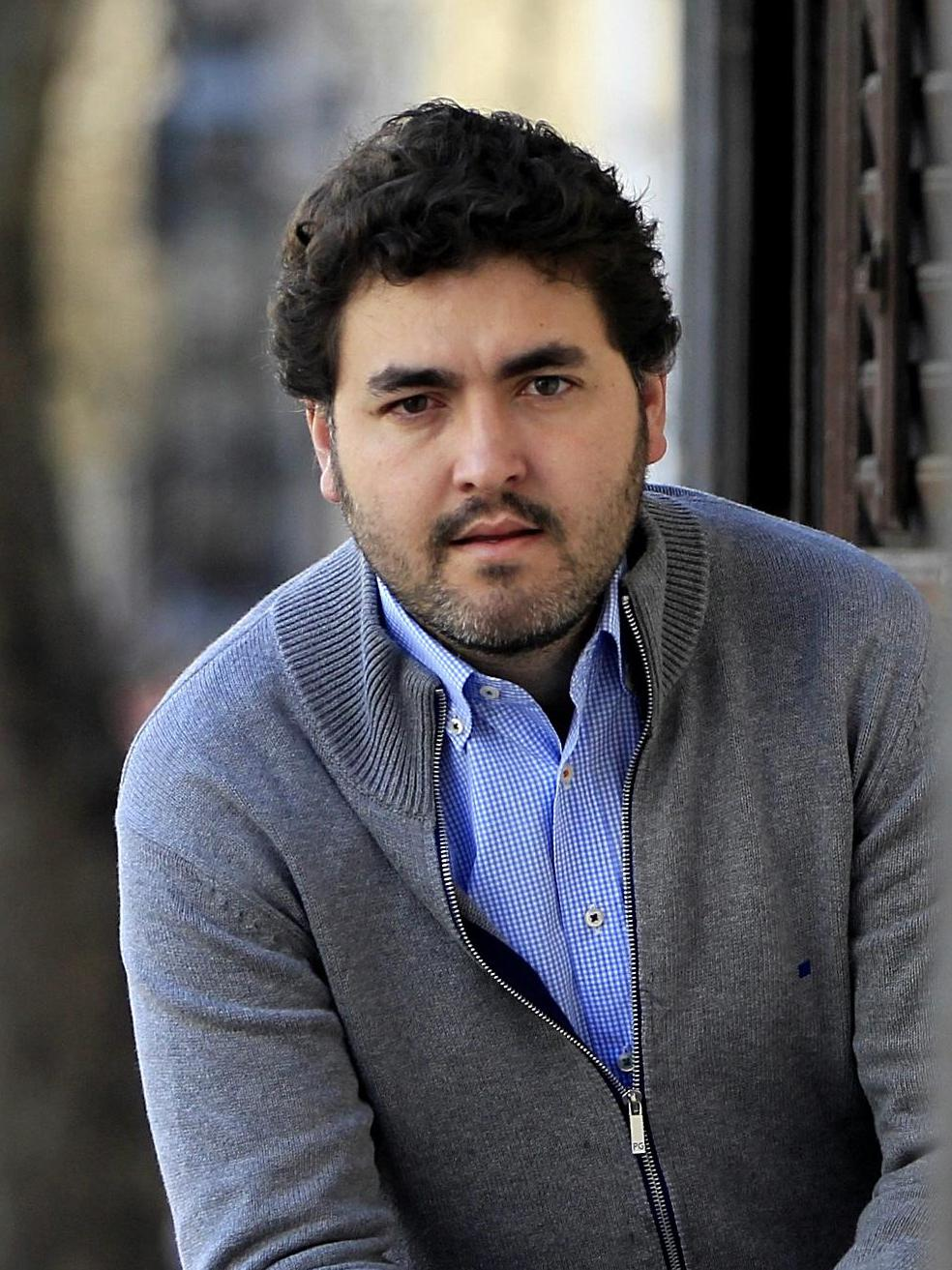
Jonás Fernández

La Pologne, le Danemark et la France décident de ne pas attribuer les aides publiques qui sont destinées à contrecarrer les effets de la pandémie de coronavirus, aux entreprises enregistrées dans un pays ou territoire de la liste. 
Le fait qu'un territoire britannique, les Îles Caïmans, soit inscrit quelques semaines après le déclenchement de la période de transition en vue du Brexit est perçu au Royaume-Uni comme un signal en vue de contrer la mise en place de la dérégulation prônée par Boris Johnson. La loi qui concerne les entreprises implantée dans le territoire pour des raisons fiscales sans avoir une présence économique suffisante a été jugée déficiente par l'UE. Le Premier ministre Alden McLaughlin déclare poursuivre le processus en vue du retrait de la liste.
Le gouvernement seychellois déclare qu'il prévoit de fournir de nouvelles garanties avant fin mars en vue d'un retrait. 
Le gouvernement des Palaos qualifie d'injuste le placement du pays sur la liste mais souhaite se conformer aux exigences.
Le Président du Panama, Laurentino Cortizon considère arbitraire l'entrée de son pays dans la liste et demande que son pays soit jugé comme les autres. 
Jonás Fernández du groupe des socialistes et démocrates au Parlement européen, demande que l'UE applique aux États membres les exigences demandées aux pays non membres et une révision des critères pour tenir compte des négociations internationales en cours concernant la fiscalité numérique et le taux d'imposition minimum.

### Publication du 6 octobre 2020
Les Îles Caïmans et Oman sont retirés. Anguilla est ajouté et la Barbade revient dans la liste.

#### Réactions

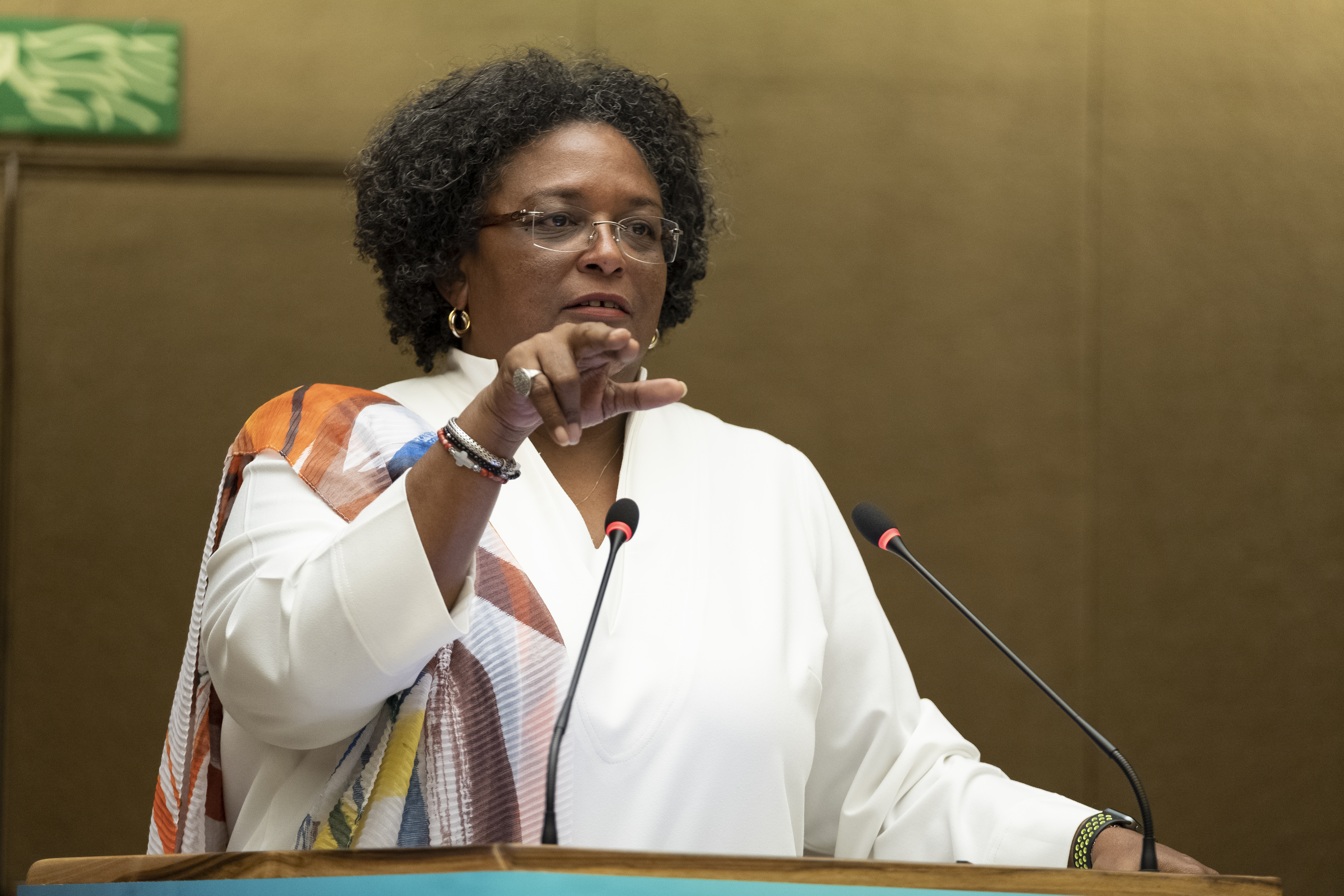
Mia Mottley, Premier ministre de la Barbade

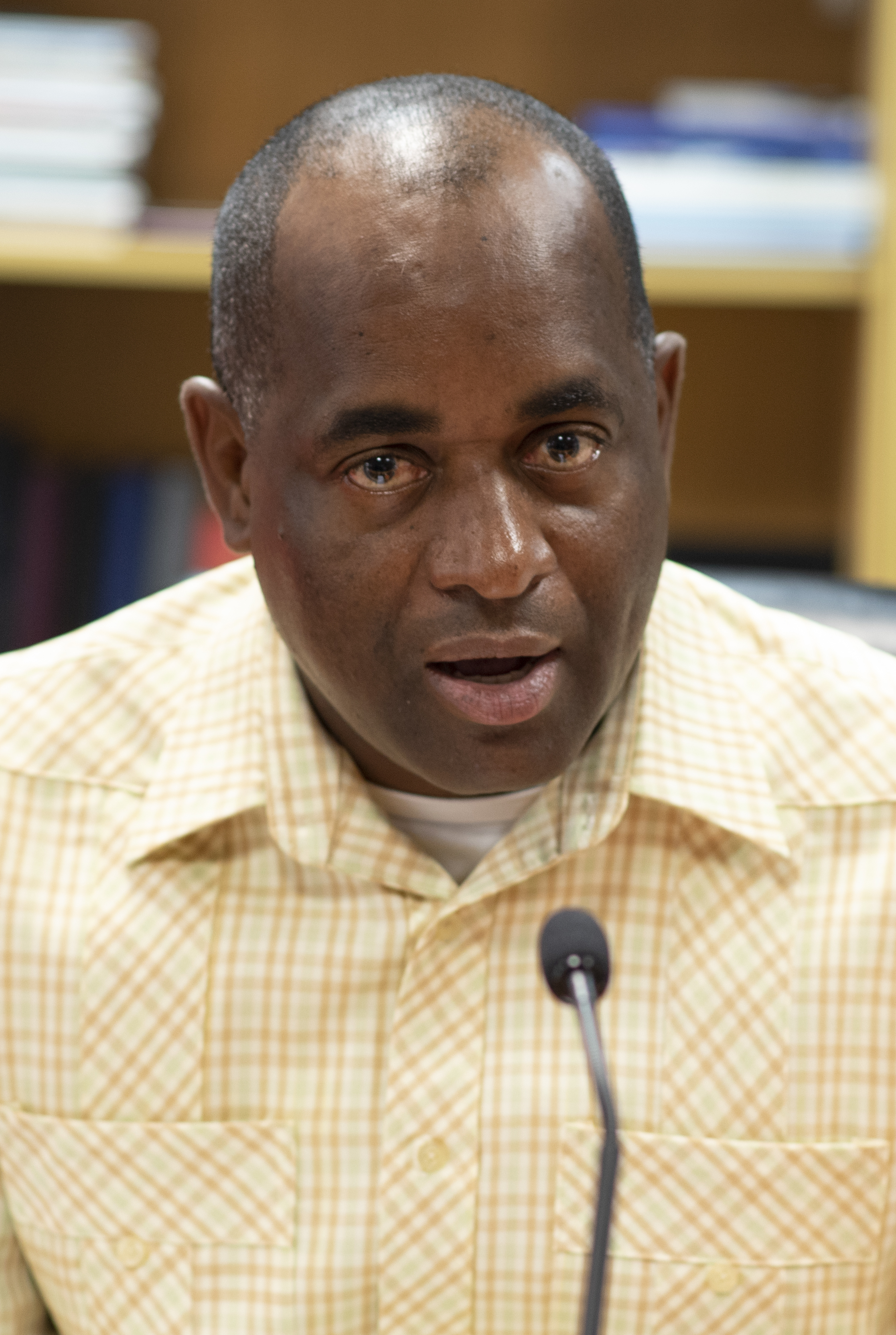
Roosevelt Skerrit, Premier ministre de la Dominique

Le Premier ministre de la Barbade Mia Mottley critique la position de l'UE de ne pas demander des comptes à des pays ou territoires comme, la Suisse, Monaco, et les États-Unis pour le Delaware. 
Le gouvernement d'Anguilla fait passer en janvier 2021 des propositions de lois afin de répondre aux demandes de l'UE. 
Le parlement européen, par une résolution votée à une large majorité, condamne fermement le retrait des îles Caïmans soulignant que ce territoire continue à pratiquer une politique de taux d'imposition à 0%. Il appelle à une révision des critères de manière inscrire automatiquement les pays et territoires qui pratiquent ce type de politique, et à une inclusion des pays membres de l'UE dans le périmètre d'évaluation.

### Publication du22 février 2021
La Barbade est retirée et la Dominique est à nouveau ajoutée. 

#### Réactions
Le Premier ministre de la Dominique, Roosevelt Skerrit, se dit optimiste sur l'issue des démarches en cours et prévoit un retrait en septembre.
La ministre des Affaires étrangères du Panama déclare qu'il est primordial pour son pays de sortir une bonne fois pour toutes de la liste.

### Publication du 5 octobre 2021
Anguilla, la Dominique et les Seychelles sont retirées de la liste.

### Publication du 4 octobre 2022
Anguilla et les Bahamas reviennent sur la liste. Les Îles Turques-et-Caïques sont inscrites. L'UE indique que ces pays et territoires n'ont pas pris en compte suffisamment les recommandations de l'OCDE sur les pratiques fiscales dommageables, et sur le respect des exigences en matière d'activité économique substantielle des entreprises sur leurs territoires.

#### Réactions
Le secrétaire général de l'Organisation des pays d'Afrique, des Caraïbes et du Pacifique considère très injuste le processus d'inscription, qu'il est douloureux pour les pays et territoires concernés, et qu'il devrait s'arrêter.
L'ambassadeur des Fidji auprès de l'UE se plaint des dommages économiques du processus et déclare que celui-ci devrait être suspendu.

### Publication du 14 février 2023
Les Îles Marshall reviennent sur la liste. Les Îles Vierges britanniques, le Costa Rica, la Russie sont ajoutés. L'inscription de la Russie est notamment lié à la rupture du dialogue à la suite de l'agression de l'Ukraine.

#### Réactions

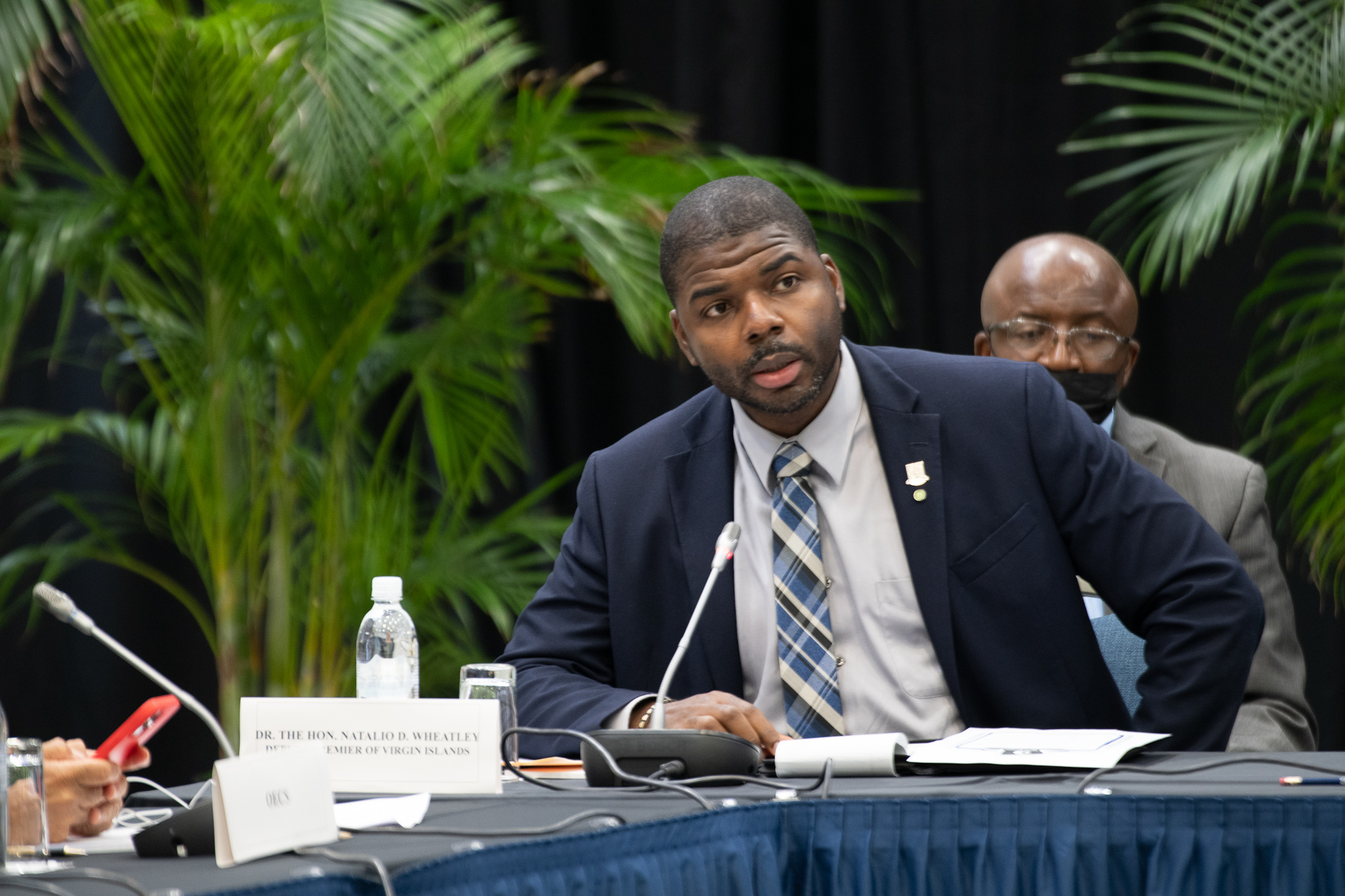
Natalio Wheatley, Premier ministre des Îles Vierges britanniques

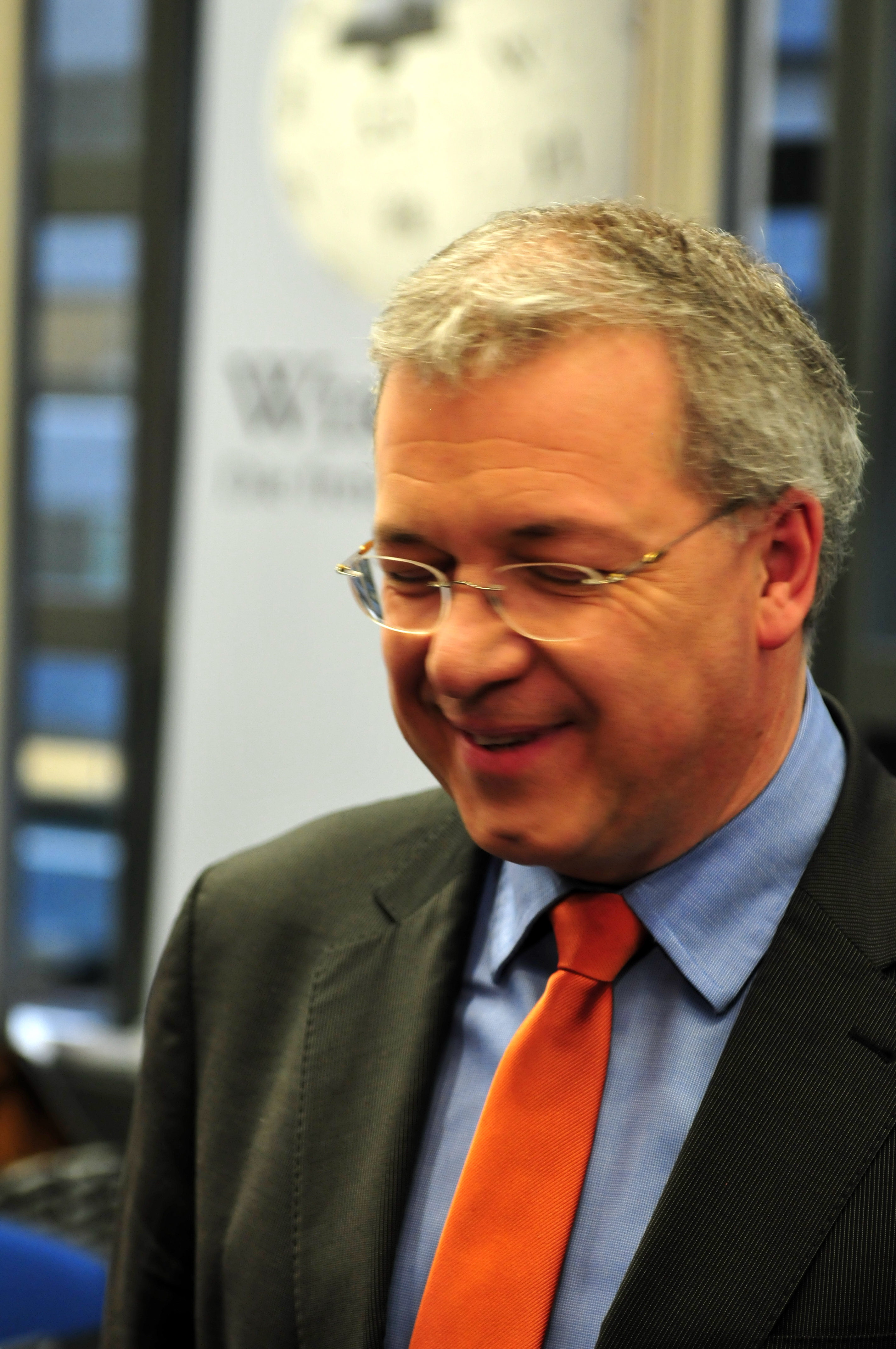
Markus Ferber au Parlement européen en 2014

Le ministre des Finances des Îles Marshall déclare que son pays a engagé des actions en vue de respecter les demandes de l'UE et qu'il tient en haute estime les autorités de l'Union ainsi que son processus.
Le Premier ministre des Îles Vierges britanniques, Natalio Wheatley, déplore que des éléments supplémentaires n'aient pu être pris en compte avant la publication de la liste, éléments qui aurait empêché l'ajout du territoire.
Le gouvernement costaricain indique que cette inscription est la conséquence d'une mauvaise gestion et d'un déficit de communication du gouvernement précédent.
À l'occasion d'une question au parlement de Trinité-et-Tobago portant sur les raisons du maintien du pays sur la liste, le ministre des Finances répond notamment que les causes sont un blocage institutionnel lié à l'action de l'opposition et au fait que le pays est inscrit également sur la liste noire de l'OCDE. 
Le Groupe PPE, par la voix de Markus Ferber, juge la liste inefficace car non assortie de sanctions douloureuses.

### Publication du 17 octobre 2023
Le Belize et les Seychelles reviennent sur la liste. Antigua-et-Barbuda est ajouté. Les Îles Vierges britanniques, le Costa Rica et les Îles Marshall sont retirés.

#### Réactions

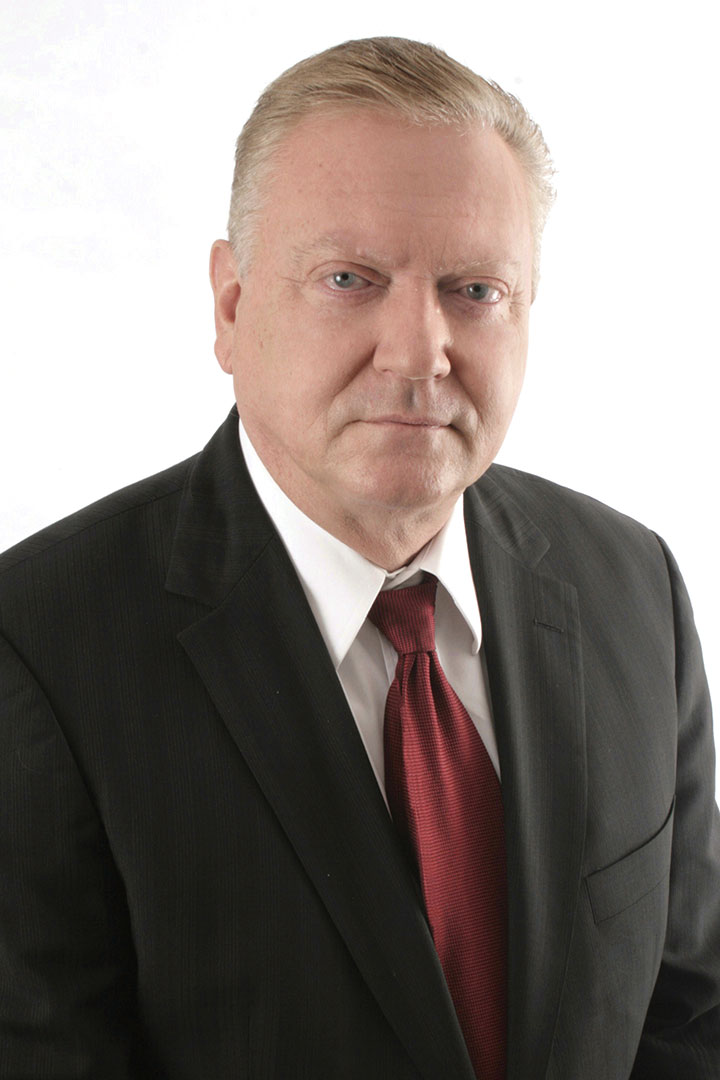
Jurgen Mossack, fondateur de Mossack Fonseca, impliquée dans les Panama Papers, active aux Seychelles jusqu'en 2018.

Le gouvernement du Belize déclare que qualifier le pays de non coopératif en matière fiscale est faux et demande un réexamen de sa situation avant juin 2024.
Le gouvernement des Seychelles déclare que la situation est consécutive au départ du pays de Mossack Fonseca en 2018 sans laisser les documents permettant de répondre à des questions de l'UE. Il demande aussi à l'UE de revoir ses critères de listage. 
Le gouvernement des Bahamas se dit déçu mais pas surpris que les récents progrès du pays dans l'observance des recommandations n'aient pas été intégrés dans l'évaluation qui a conduit au maintien dans la liste.
Le gouvernement de Samoa se dit confiant de voir le pays retiré de la liste lors de la publication suivante.

### Publication du 20 février 2024
les Bahamas, le Belize, les Seychelles et les Îles Turques-et-Caïques sont retirés.
Les pays et territoires de la liste sont désormais les suivants:
- Anguilla
- Antigua-et-Barbuda
- Les Fidji
- Guam
- Les Palaos
- Le Panama
- La Russie
- le Samoa
- les Samoa américaines
- Trinité-et-Tobago
- les Îles Vierges américaines
- le Vanuatu

### Publication du 8 octobre 2024
Antigua-et-Barbuda est retiré à la suite d'une évolution des règles applicables dans le pays. 

## Sanctions
Le Conseil européen le 5 décembre 2017 estime que l'UE et ses États membres pourraient prendre des mesures fiscales ou non fiscales, et plus précisément, recommande aux États membres de prendre des mesures fiscales, vis-à-vis des entités citées dans la liste, dans le cadre de leurs législations nationales. 
Ces positions ont été largement interprétées comme une possibilité de suppression des aides accordées par l'UE aux pays concernés,,. 